# Monreale
Monreale é uma comuna italiana da região da Sicília, província de Palermo, com cerca de 31.343 habitantes. Estende-se por uma área de 529 km², tendo uma densidade populacional de 59 hab/km². Faz fronteira com Alcamo (TP), Altofonte, Bisacquino, Borgetto, Calatafimi-Segesta (TP), Camporeale, Carini, Contessa Entellina, Corleone, Giardinello, Gibellina (TP), Godrano, Marineo, Montelepre, Palermo, Partinico, Piana degli Albanesi, Poggioreale (TP), Roccamena, San Cipirello, San Giuseppe Jato, Santa Cristina Gela, Torretta.

## Demografia
| Variação demográfica do município entre 1861 e 2011                               |
|                                                                                   |
| Fonte: Istituto Nazionale di Statistica (ISTAT) - Elaboração gráfica da Wikipedia |